# Anna-Bianca Schnitzmeier

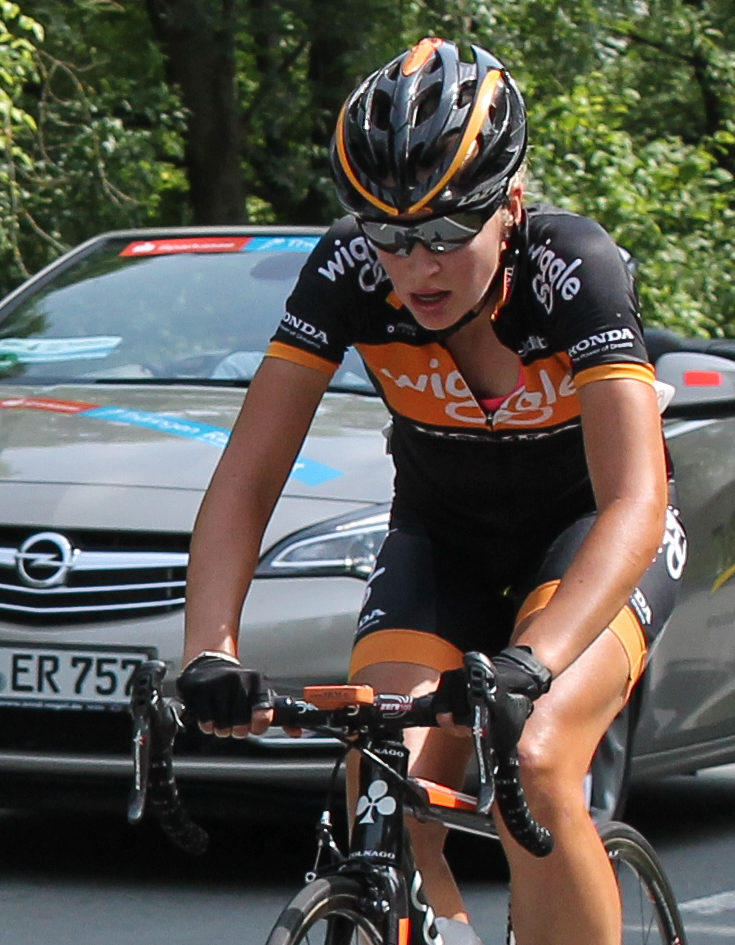
Anna-Bianca Schnitzmeier bei der Thüringen-Rundfahrt der Frauen 2013

Anna-Bianca Schnitzmeier (* 27. Juli 1990 in Dortmund) ist eine ehemalige deutsche Radrennfahrerin.
In den Jahren 2007 und 2008 gewann Anna-Bianca Schnitzmeier vier Titel als nordrhein-westfälische Meisterin. Bei den Junioren-Straßenweltmeisterschaften 2008 in Kapstadt belegte sie Rang elf.  Im Jahr 2011 wurde sie Siebte im Straßenrennen der Frauen bei den Deutschen Straßen-Radmeisterschaften in Neuwied; im September desselben Jahres wurde sie vom Bund Deutscher Radfahrer für die UCI-Straßen-Weltmeisterschaften 2011 nominiert.
2012 wurde Schnitzmeier Achte der Junioren-Europameisterschaft im Straßenrennen.
Zum Ende der Saison 2014 beendete Schnitzmeier ihre Radsportkarriere, da sie vom Radsport nicht ihren Lebensunterhalt bestreiten könne.

## Teams
- 2011–2012 Abus Nutrixxion
- 2013–2014 Wiggle Honda